# 第比利斯國家公園
41°52′N 44°56′E / 41.867°N 44.933°E

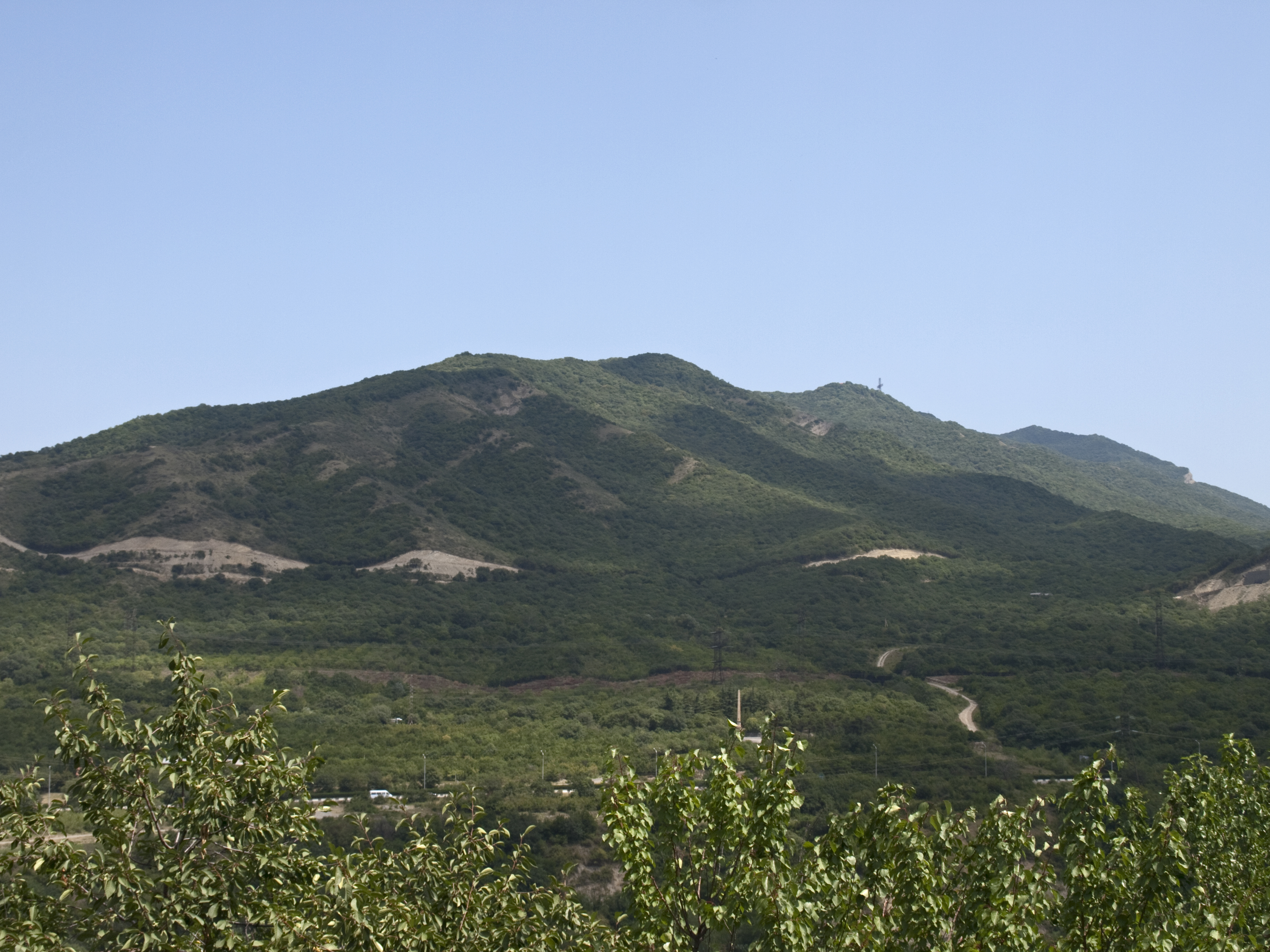

第比利斯國家公園是格魯吉亞的國家公園，位於該國東部，處於第比利斯以北25公里，成立於1973年，面積380平方公里，鄰近姆茨赫塔，最高點海拔高度1,874米。